# James Gordon (képregény)
James Gordon egy kitalált szereplő a DC Comics képregényeiben. Első megjelenése a Detective Comic 27. számában volt, 1939 májusában. A kitalált szereplőt Bob Kane író és Bill Finger rajzoló alkotta meg. James Gordon volt a DC Comics Batman-történeteinek első mellékszereplője, aki azóta elválaszthatatlan részévé és visszatérő szereplőjévé vált az álarcos igazságtevő sorozatainak.

## Filmekben
A Tim Burton és Joel Schumacher által rendezett feldolgozásokban egyaránt Pat Hingle alakította a felügyelőt (Michael Gough mellett ő mondhatta el magáról, hogy négy Batman-mozifilmben szerepelt.) Ezekben a filmekben Gordon inkább háttérfigura volt. Christopher Nolan filmjeiben Gary Oldmanre osztották a szerepet, amely a korábbi filmekhez képest nagyobb jelentőséget kapott a történetben.